# Labastide-du-Temple
 Labastide-du-Temple  es una población y comuna francesa, en la región de Mediodía-Pirineos, departamento de Tarn y Garona, en el distrito de Castelsarrasin y cantón de Castelsarrasin-2.

## Demografía
| 575 | 552 | 588 | 605 | 783 | 803 |
| Para los censos de 1962 a 1999 la población legal corresponde a la población sin duplicidades (Fuente: INSEE [Consultar]) |     |     |     |     |     |